# Центральная Кордильера (Коста-Рика)
Центральная Кордильера (исп. Cordillera Central, буквально — «Центральный хребет») — горный хребет вулканического происхождения в Коста-Рике.
Центральная Кордильера отделяет низменные карибские прибрежные равнины на севере от Центрального плато на юге. На западе хребет Кордильера-де-Гуанакасте отделён рекой Бальса, на востоке от хребта Кордильера-де-Таламанка — рекой Пакуаре. Геологически хребет является частью системы Североамериканских Кордильер и Американского водораздела.
Центральная Кордильера — молодые горы, образовались преимущественно в эпоху плейстоцена. Этим объясняется активность вулканов — Ирасу (3436 м, высшая точка), Турриальба (3340 м) и Поас (2697 м). Вулкан Барва (2906 м), напротив, считается спящим. На территории хребта образовано несколько национальных парков с фумаролами и гидротермальными источниками. Между вулканами расположены перевалы, позволяющие проникать воздушным массам с Карибского моря в Центральную долину.
Горы Центральной Кордильеры покрыты в основном влажными тропическими лесами, многие виды, обитающие там — эндемики Коста-Рики.

Схема вулканов Центральной Кордильеры (с запада на восток)

## Галерея

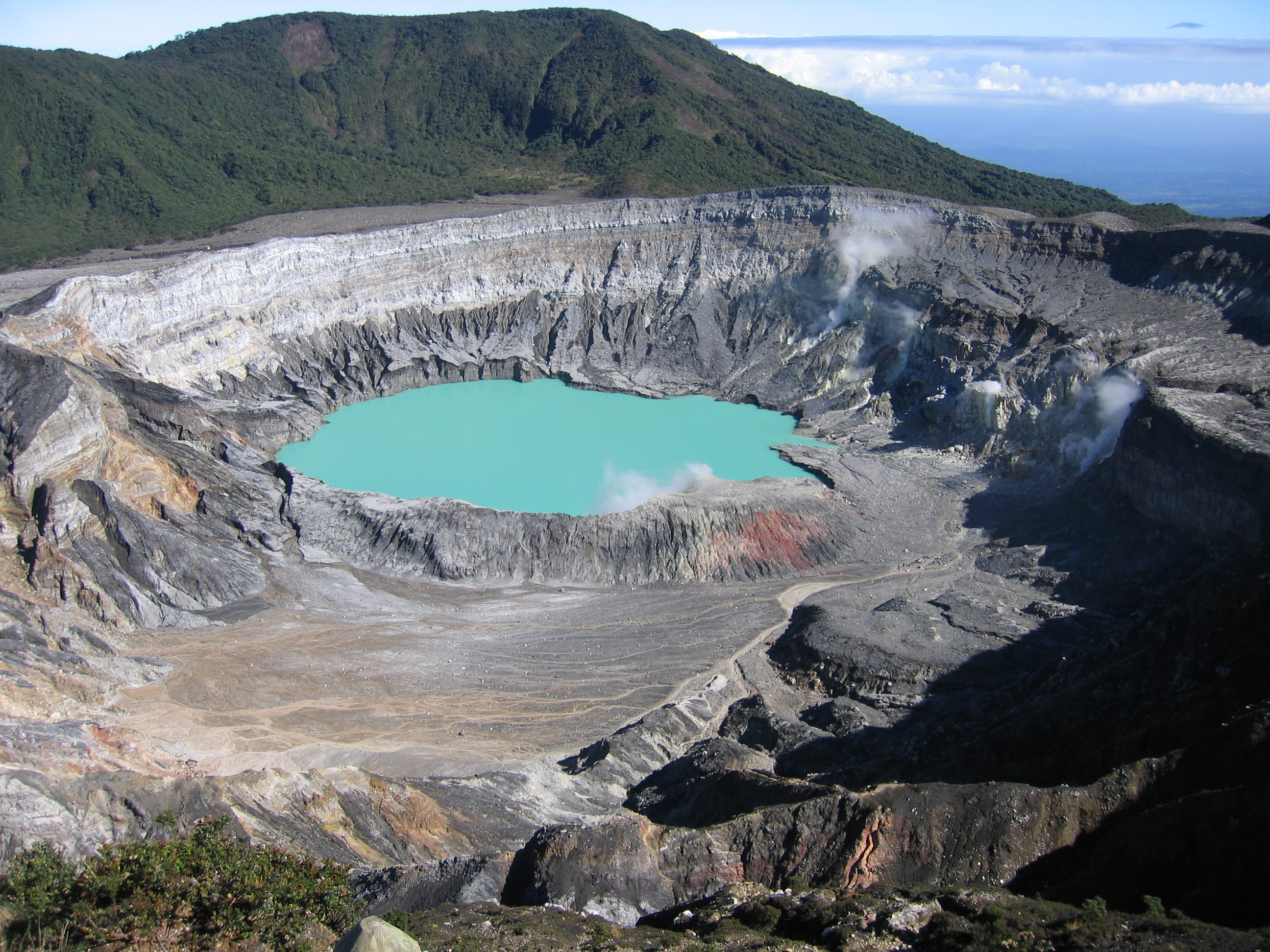
Катер вулкана Поас
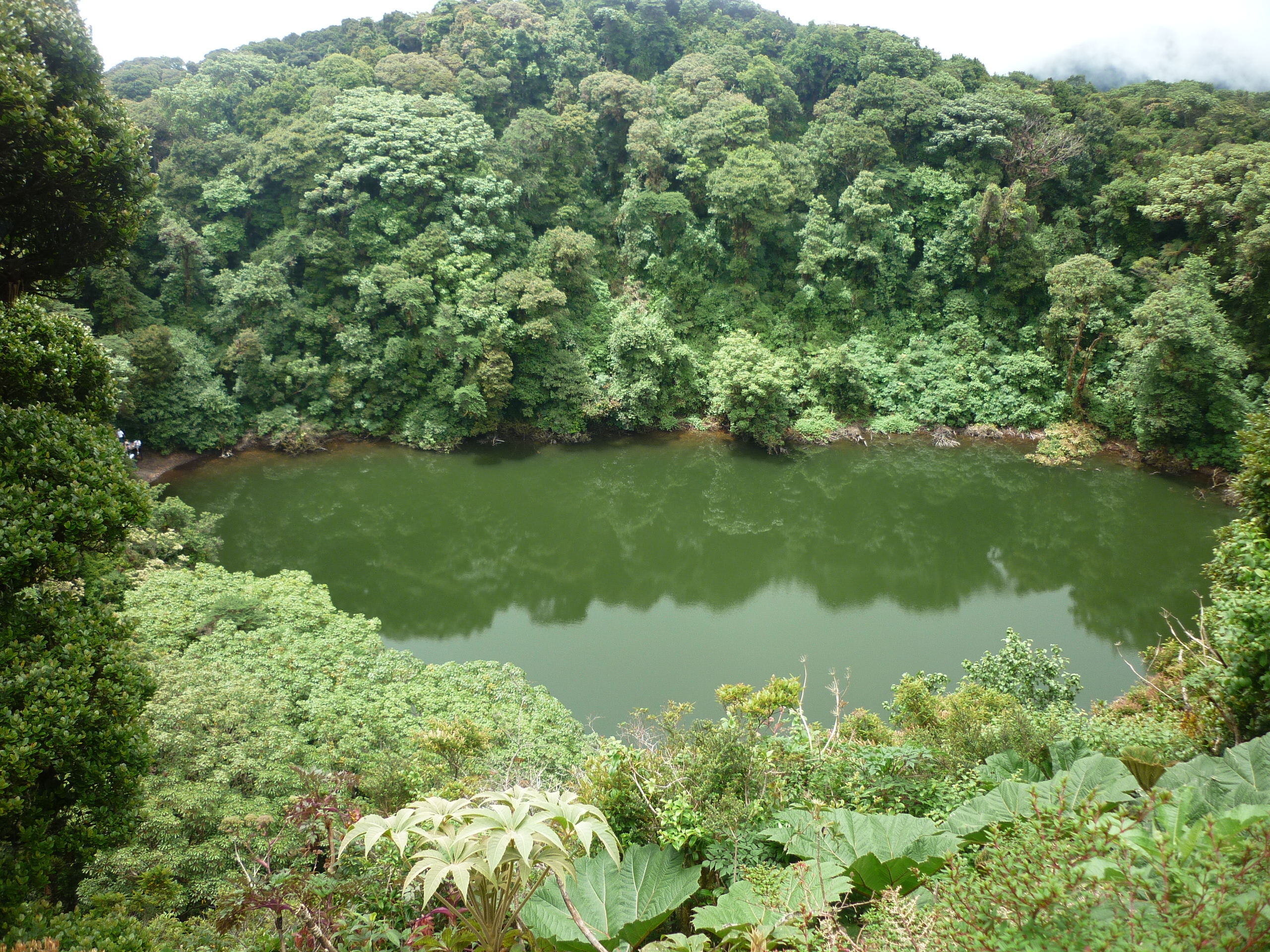
Кратерное озеро вулкана Барва
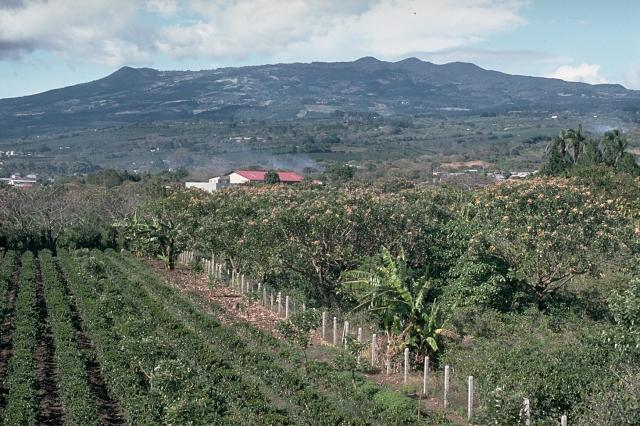
На заднем плане — вулкан Барва. Вид из Центральной долины
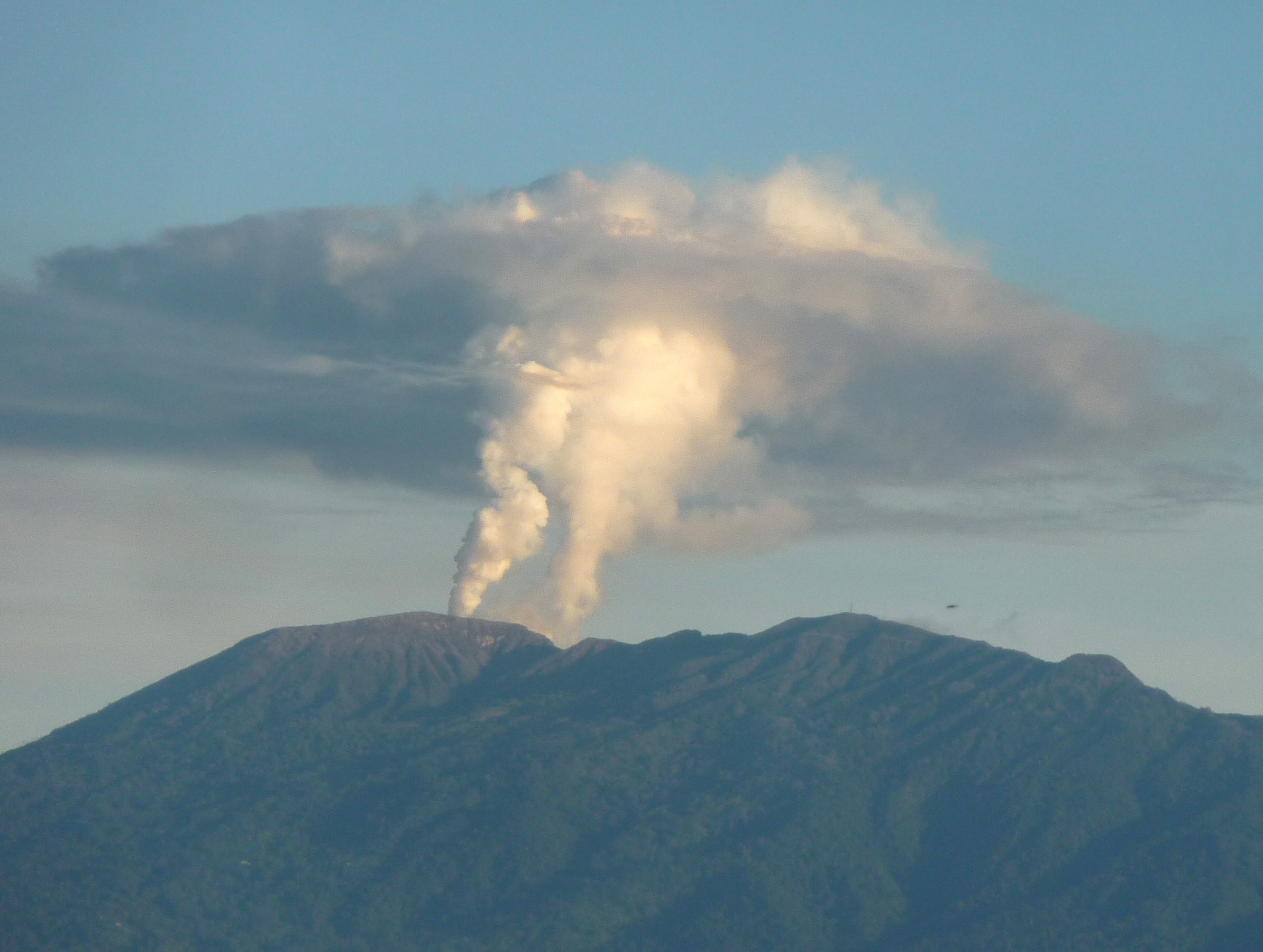
Извержение Турриальбы